# هنري شاربونو
هنري شاربونو (بالفرنسية: Henry Charbonneau)‏ هو صحفي فرنسي، ولد في 12 ديسمبر 1913، وتوفي في 2 يناير 1982.